# Giuseppe Morro
Giuseppe Morro (Genova, 1806 – 18 luglio 1875) è stato un avvocato e politico italiano.
Fu sindaco di Genova.

## Biografia
Il padre era Luigi Morro, personaggio partecipe della politica cittadina: in essa infatti ricoprì più incarichi a partire dai primi tempi del Regno di Sardegna. Luigi Morro fece infatti parte del Corpo Decurionale di Genova, di cui fu uno dei sindaci; fu nell'Amministrazione della Giustizia, fu tra i Giudici di Mandamento, presidente della sezione genovese della Camera di Commercio.
Giuseppe fu uno degli esponenti locali della borghesia intellettuale risorgimentale, di parte cavouriana, e quindi moderato-liberale. Sulle sue posizioni liberali nei momenti più impegnativi del 1848-1849, esiste un suo rapporto epistolare con Vincenzo Ricci, del 1º maggio 1848, dove Morro elenca i Cappuccini legati agli intrighi dei Gesuiti e tra questi il padre Venanzio da Torino (al momento dell'espulsione dei gesuiti da Genova).
Nel decennio di preparazione della seconda guerra di indipendenza si schiera dalla parte politica di Cavour. Nelle elezioni del 1852 Giuseppe Morro fu firmatario con altri costituzionali genovesi della lista moderata (appunto cavouriana) presentata come un manifesto dei 98 (dal numero dei firmatari).
Giuseppe Morro fu anche personaggio impegnato in molte attività civiche culturali e amministrative. Tra gli altri impieghi fu Accademico alla Accademia Ligustica dal 30 dicembre 1846, attività cessata nel 1849.
Fu sindaco di Genova dal 22 ottobre 1856 al 4 gennaio 1860. Ricoprì tale ruolo in base ai Regi Decreti del 22 ottobre 1856, in grazia del quale succedette al dimissionario sindaco Domenico Elena; del 15 agosto 1857, del 6 gennaio 1859. Fu pertanto in carica dal 17 novembre 1856 al 4 gennaio 1860.
Successivamente rimase sempre nel Comune come assessore; con questa carica svolse funzioni da sindaco dall'ottobre 1874 al marzo 1875.
Morì all'improvviso, sempre impegnato in tutti i suoi incarichi, il 18 luglio 1875. La sua tomba si trova oggi al cimitero di Staglieno, con un busto in altorilievo inserito in un clipeo, addossato al pilastro del portico. Sta nell'ala porticata delle celebrità cittadine, quella che nel cimitero monumentale si diparte a Levante del Pantheon, accanto alle tombe degli Spinola, dei Dufour, di Raffaele Pienovi, di Crosa di Vergagni e della moglie Fieschi, e alla tomba Oneto con la nota statua dell'Angelo dello scultore Giulio Monteverde.